# Éliza Dillon
Pour les articles homonymes, voir Dillon.
Élisa ou Éliza Dillon, née en mars 1804 à Paris et morte le 11 mars 1833 à Paris, est une femme de lettres française.

## Biographie

### Origines familiales
Marguerite Andrée Eliza Dillon naît à Paris en mars 1804. Elle est la fille aînée de d'Henriette de Meulan, issue de l'aristocratie militaire et financière du XVIIIe siècle, libérale, déiste et très fortunée jusqu'à la Révolution, et de Jacques de la Croix Dillon, ingénieur d'origine irlandaise et constructeur du Pont des Arts. Selon Charles de Rémusat, Henriette de Meulan était plus jolie qu'intelligente:178.
Sa grand-mère maternelle Marguerite de Saint-Chamans, issue de la vieille noblesse périgourdine, tient salon à Paris:178.
Par sa mère, Elisa Dillon est la nièce d'Edouard qui mère une carrière à la Cour des comptes, du général Théodore et de Pauline de Meulan, autrice et journaliste:178. Son grand-père maternel est le comte Charles de Meulan, conseiller du roi puis receveur général des finances de la généralité de Paris.

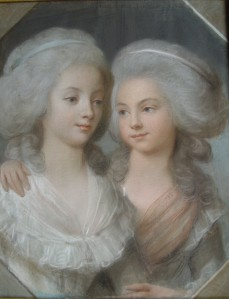
Portrait de Pauline et Henriette de Meulan, anonyme, pastel, fin XVIIIe siècle. Collection particulière, cliché François Louchet.

Son père meurt en 1807:178.

### Mort de sa tante et mariage
Elisa Dillon part vivre auprès de sa tante Pauline Meulan et de son époux François Guizot en 1823:183, lequel avait vécu chez sa mère à partir de 1809:178.
La santé de Pauline, phtisique, s'aggrave durablement en 1826:183. En juin 1827, elle se rend à la station thermale de Plombières, où est elle rejointe par son mari, son fils François âgé de 12 ans, sa belle-mère Élisabeth-Sophie Bonicel et Elisa âgée de 23 ans:182. Pauline meurt le 1er août 1827 de la tuberculose:181.
En août 1828, François Guizot annonce ses fiançailles avec Elisa, qu'il aime depuis mai et qu'il épouse le 8 novembre. Pour lui, « Elisa, c'était Pauline jeune »:183. Il commande à Auguste Couder un tableau représentant Pauline, agonisante, plaçant la main d'Elisa dans celle de son époux. La scène est invraisemblable selon Rémusat : « Elle était femme par le coeur, et je serais fort surpris qu'elle ait jamais insinué à son mari d'en aimer une autre ». Sainte-Beuve, dans le portrait de Pauline qu'il publie en 1836, l'envisage : « En avançant vers la fin, ne devint-elle pas, elle raison si forte et si sûre, une âme douloureuse aussi ? Au milieu de tant d'accords profonds et vertueux, le désaccord enfin prononcé des âges ; ses vœux secrets, une fois sa fin entrevue, pour le bonheur du fils et de l'époux avec une autre qu'elle, avec une autre elle-même... »:184. 
A la veille de son mariage, Elisa écrit : « Que Dieu me protège, car je suis une trop heureuse créature ! »:185. Elle tient alors la maison depuis plus d'un an, où loge également le second mari de sa mère Jean-Marie de Vaines, préfet en disponibilité et père de son demi-frère Maurice:184. Selon Rémusat, elle « était d'une humeur égale, elle l'aimait, elle était fière de lui ; et lui, de son côté, l'aimait avec une sorte de fatuité qui pouvait faire sourire, mais qui s'alliait à une affection véritable. Cette union a été courte et heureuse »:185.

### Activités intellectuelles
Elisa Guizot seconde son mari dans ses activités intellectuelles et politiques. Elle participe à la préparation des cours de François à la Sorbonne sur l'histoire de la civilisation:185.
Elisa publie des articles dans la Revue française, depuis sa création par François en 1828 et ce jusqu'en 1830.

### Grossesses et mort
De son mariage avec François Guizot sont issus trois enfants : Henriette née le 6 août 1829 à Paris et future femme de lettres, Pauline née le 22 juin 1831 à Paris et future historienne, et Guillaume né le 11 janvier 1833, futur suppléant de Louis de Loménie au collège de France en 1866 et professeur de littérature d'origine germanique au collège de France en 1874,. La famille vit dans la maison d'Elisa au 2, rue de la Ville-l'Évêque dans le quartier de la Madeleine:185.
En mars 1833, Elisa meurt d'une fièvre puerpérale, deux mois après l'accouchement de Guillaume. François Guizot écrit alors : « Si quelque chose pouvait m'être un soulagement, ce serait que mon amour pour elle éclatât maintenant plus que jamais ; je voudrais ne parler que d'elle, ne paraître occupé que de sa mémoire, que tous ceux qui me connaissent vissent mon cur toujours plein d'elle et plein d'elle seule »:186.
Elle est inhumée dans le cimetière près de l'église de Saint-Ouen-le-Pin avant d'être rejointe par son époux en 1874 et par de nombreux descendants.
En janvier 1835 meurt Pauline Dillon, sœur cadette de deux ans d'Elisa, mariée depuis 4 ans à Jean-François Decourt, sous-préfet de Louviers en septembre 1830 puis préfet du Lot en janvier 1833 grâce à François Guizot. Ce dernier était très proche de sa belle-sœur, à laquelle il avait écrit peu après la mort d'Elisa : « Avec vous seule, ma chère sœur, je puis me laisser aller, à vous seule je puis tout dire. [...] Personne après moi ne l'a aimée, ne l'a connue autant que vous. Je vous appartiens à ce titre ; elle vous a léguée à moi, vous et tout ce qui vous intéresse ». Il devient tuteur de son neveu de 2 ans, Julien. A son propos, il écrit en 1852 à sa fille Henriette : « Je suis décidé à le surveiller et à le soutenir toujours, comme le ferait votre mère si elle était là »:186-187. De la famille Meulan, il ne reste que l'oncle Edouard, sourd et sans enfant, et Aline, veuve de Théodore depuis 1832, accueillie par Guizot jusqu'à sa mort en 1846:187.

### Hommages
Le 19 juin 1833, le préfet des Deux-Sèvres transmet à François Guizot, alors ministre de l'Instruction publique, un poème de trois pages composé à la mémoire d'Elisa par Élise Moreau, de son vrai nom Elise Derus, jeune femme de 18 ans décrite sans fortune et sans éducation, née à Rochefort en 1813 d'un pauvre aubergiste :
« Dieu de bonté, pourquoi rappeler de la terre
Celle qui promettait tant de jours de bonheur
Au tendre époux, à l'heureux père
Dont sa mort a brisé le coeur ?
Ange qui m'apparus, colombe douce et tendre,
Inspire à ton époux de sourire à mes vers ;
Qu'à ta prière il daigne entendre

Et protéger une enfant des déserts ».
Guizot s'engage à aider la jeune fille, qui vient à Paris avec ses parents et reçoit « quelques avis et une petite pension ». Elle obtient une place à son père et une lecture publique de ses œuvres à l'Académie française en 1837. En 1838, Guizot explique à Dorothée de Lieven son goût pour le vers « Ses regards pleins de douceur et d'empire » : « C'était à croire qu'elle l'avait vue, car ce mélange-là était précisément le caractère original de sa physionomie comme de sa nature »:187-188. 

En 1835, la veuve Tastu, née Amable Voïart, consacre une pièce à la mémoire d'Elisa dans Poésies nouvelles :
« Mais plus heureuse l'âme à tous nos maux ravie
Qui meurt jeune et pleurée est morte au champ d'honneur.
Quel coeur instruit du monde, hélas ! ne porte envie
A qui voit la fin de sa vie

Avant la fin de son bonheur ! ».
En 1836, Amable Testu fait ensuite l'éloge d'Elisa dans un article de la Revue de Paris:188.
En 1855, François Guizot publie dans la Revue des Deux Mondes une étude qu'il édite sous le titre L'Amour dans le mariage, récit de l'amour de William Russell, cadet de famille noble, et de Rachel Vaughan, fille du comte de Southampton, plus âgée et fortunée que lui, comme l'était Pauline de Meulan pour Guizot. Leur amour est possible car « il y avait entre eux trop de sympathie native et intime pour que les considérations et les hésitations du monde les tinssent longtemps séparés ». William Russel meurt 13 ans après son mariage, laissant Rachel avec trois jeunes enfants, comme Guizot à la mort de sa seconde épouse:181.

## Ouvrages
- Eliza Dillon, Papiers et correspondances provenant de Mme Récamier. XIXe s. XXXIII-XL Lettres adressées à Mme Récamier. XXXV Delécluze : Duvaucel. (Correspondances) (BNF cd0e3798, lire en ligne)
- Essais rassemblés dans un volume in-8 et publiés par François Guizot :
  - De Corinne
  - De Lord Byron
  - De la charité et de sa place dans la vie des femmes
  - Un Mariage aux Iles Sorlingues, poème en prose
  - Le Maître et l'Esclave (pour la Société des traités religieux) (Conte), 1828
  - L'Orage (pour la Société des traités religieux) (Conte), 1828
  - Caroline ou L'Effet d'un malheur
- Articles publiés dans la Revue Française, sous le nom d'Éliza Guizot :
  - Le Juif par Spindler, traduit de l'allemand par J. Cohen, n°VI, novembre 1828
  - Histoire primitive de la Suède, par Geyer, n°VII, janvier 1829
  - Chef-d’œuvre du théâtre italien, traduit du sanscrit par M. Wilson et de l'anglais par M. Langlois, n°VIII, mars 1829
  - Quatre nouvelles, en italien, n°X, juillet 1829
  - L’exilé, par Giannone, en italien, n°X, juillet 1829
  - Les puritains d'Amérique par Cooper, n°XII, novembre 1829
  - Histoire de la conquête de Grenade, par Washington Irving, n°XIII, janvier 1830
  - Omicron, par J. Newton, traduit de l'anglais, n°XIII, janvier 1830
  - Scènes populaires en Irlande, par M Shiel, n°XV, mai 1830
  - Poésies de Louis Uhland, en allemand, n°XVI, juillet 1830